# ساول كورنيل
ساول كورنيل (بالإنجليزية: Saul Cornell) هو مؤرخ أمريكي، (و. 1960  م).

## عمله
هو أستاذ في التاريخ الأمريكي بجامعة فوردهام في ولاية نيويورك في الولايات المتحدة الأمريكية، وله العديد من الأبحاث في التاريخ الأمريكي المبكر والتاريخ القانوني / الدستوري، ويتميز كورنيل بأسلوبه في التدريس باستخدام أدوات التكنولوجيا المعاصرة.

## مؤلفاته
له العديد من المؤلفات مثل: كتاب المؤسسون الآخرون: مناهضة الفيدرالية والتقليد المخالف في أمريكا، 1788-1828 (1999)، وكتاب ميليشيا منظمة جيداً: الآباء المؤسسون وأصول التحكم في الأسلحة في أمريكا (2006)، من بين أعمال أخرى.